# Весёлый (Иглинский район)
Веселый (баш. Весёлый) — деревня в Иглинском районе Республики Башкортостан Российской Федерации. Входит в состав Красновосходского сельсовета.

## География

### Географическое положение
Расстояние до:
- районного центра (Иглино): 88 км,
- центра сельсовета (Красный Восход): 5 км,
- ближайшей ж/д станции (Улу-Теляк): 5 км.

## Население
| 2002 | 2009 | 2010 |
| ---- | ---- | ---- |
| 10   | →10  | ↗12  |